# 筆山公園

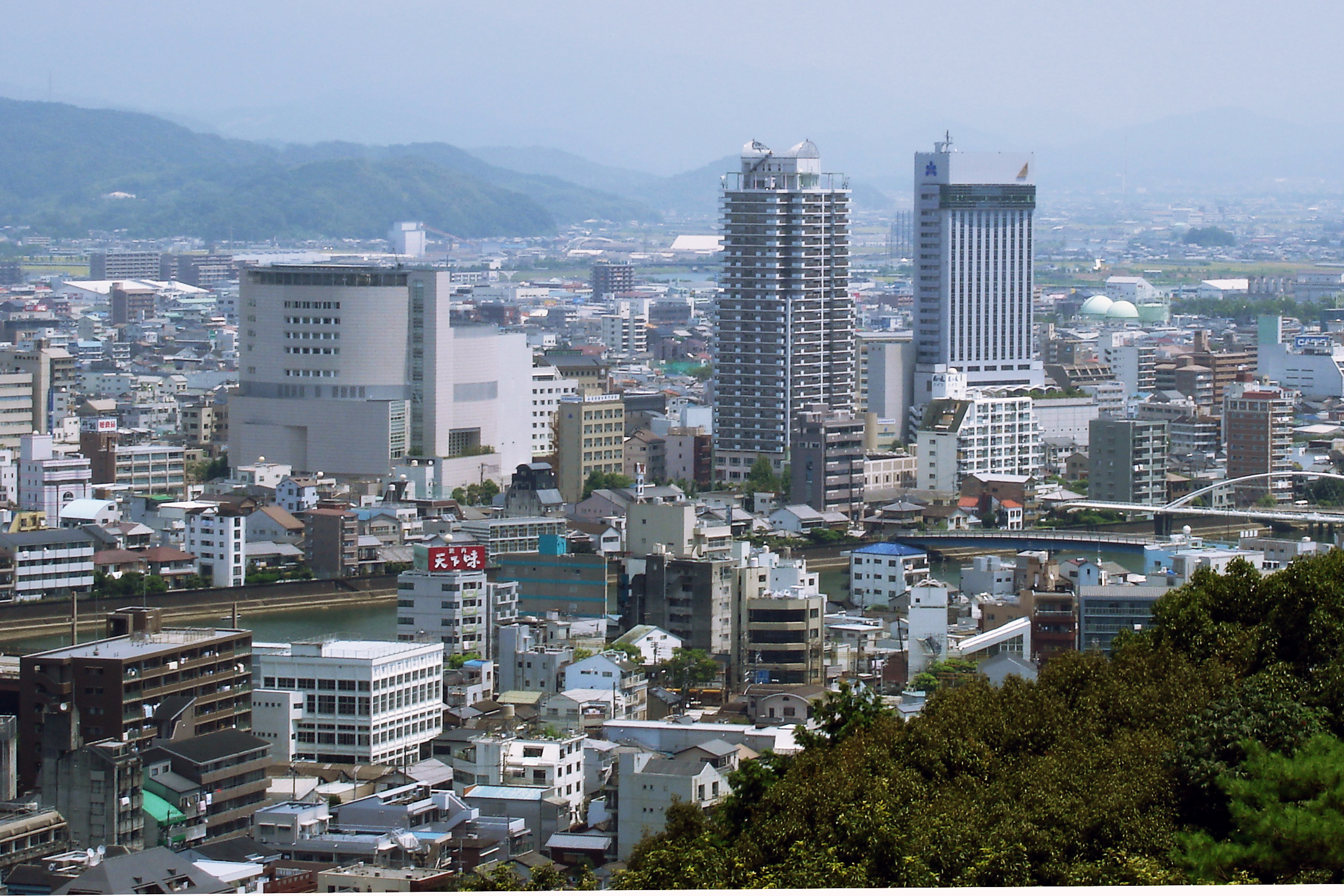
園内からの眺望

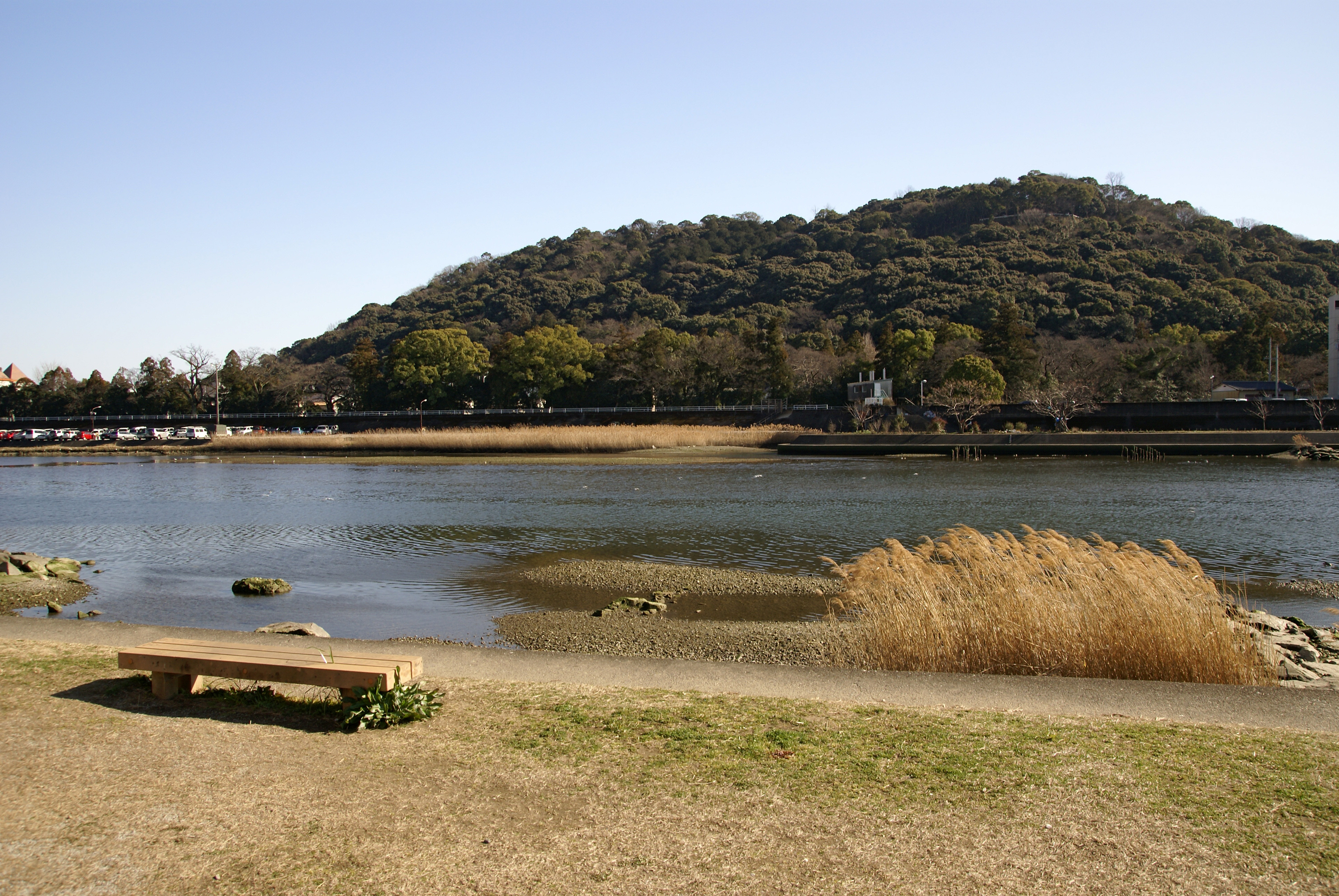
鏡川北岸から筆山を望む

筆山公園（ひつざんこうえん）は高知県高知市にある公園。夜景と桜の名所である。 

## 概要
鏡川の南に位置する標高100メートルあまりの筆山の山上に広がる面積39ヘクタールの都市公園である。園内からは高知市街地を一望でき、2008年04月には新たに高さ約7メートルの展望台が設けられた。園内と山腹に1,000本余りの桜が植えられていることから、花の季節は多くの人で賑わう。
元々は築年代不明の潮江城であったが当時の遺構等は何も残ってはいない。南北朝時代に南朝方に味方した諸将が立て篭もった記録が残されている。
筆山北嶺には土佐藩主山内家墓所があり、2016年（平成28年）3月1日に国の史跡に指定されている。

## 所在地
〒780-8013 高知県高知市筆山町 

## 交通アクセス
- JR土讃線 高知駅から車で15分
- とさでん交通 大橋通停留場・梅の辻停留場から徒歩20分

## 周辺
- 潮江天満宮
- 旧山内家下屋敷長屋
- 山内神社
- 高知城